# Origma
Origma is een geslacht van zangvogels uit de familie Australische zangers (Acanthizidae). Het geslacht telt drie soorten.

## Taxonomie
Een moleculair genetisch studie aan de Acanthizidae, gepubliceerd in 2018, leidde tot een herschikking van de geslachten, soorten en ondersoorten van deze familie. Het geslacht Origma was aanvankelijk monotypisch, met alleen de rotsstruiksluiper (O. solitaria). Hieraan werden twee soorten toegevoegd die kwamen uit het opgeheven geslacht Crateroscelis.

## Soorten
- Origma murina – Bruine struiksluiper
- Origma robusta – Bergstruiksluiper
- Origma solitaria – Rotsstruiksluiper